# Amâncio (arúspice)
Amâncio (em latim: Amantius; m. 371) foi um religioso romano do século IV, ativo sob os imperadores Valentiniano I (r. 364–375) e Graciano (r. 367–383). Arúspice, aparece ca. 370, quando foi empregado por Júlio Festo Himécio, porém seria mais tarde executado durante as perseguições de Maximino em Roma.